# Lijst van rijksmonumenten in Doornspijk
De plaats Doornspijk telt 12 inschrijvingen in het rijksmonumentenregister. Hieronder een overzicht.
| Object                                                                                                  | Oorspronkelijke functie?  | Bouwjaar                            | Architect                   | Locatie                        | Coördinaten?                  | Nr.?   | Afbeelding                   |
| --- | ------------------------- | ----------------------------------- | --------------------------- | ------------------------------ | ----------------------------- | ------ | ---------------------------- |
| Nederlands hervormde kerk                                                                               | Kerk en kerkonderdeel     | 1829 (sluitsteen) ca. 1950 (uitbr.) |                             | Zuiderzeestraatweg West 104    | 52° 24' 59" NB, 5° 48' 55" OL | 14929  | Meer afbeeldingen            |
| Boerderij van het traditionele veluws type                                                              | Boerderij                 | 1878                                |                             | Zuiderzeestraatweg West 111    | 52° 24' 43" NB, 5° 48' 42" OL | 14928  | Meer afbeeldingen            |
| Boerderij met wolfdak, gedekt door pannen en riet                                                       | Boerderij                 | 1853                                |                             | Zuiderzeestraatweg West 139    | 52° 24' 21" NB, 5° 48' 24" OL | 14930  | Meer afbeeldingen            |
| Boerderij                                                                                               | Boerderij                 | 1859 (jaartalankers)                |                             | Zuiderzeestraatweg West 154    | 52° 24' 18" NB, 5° 48' 10" OL | 14931  | Meer afbeeldingen            |
| Klarenbeek: hoofdgebouw                                                                                 | Kasteel, buitenplaats     | 1842                                |                             | Zuiderzeestraatweg West 67     | 52° 25' 1" NB, 5° 49' 5" OL   | 512013 | Meer afbeeldingen            |
| Klarenbeek: historische tuin- en parkaanleg                                                             | Tuin, park en plantsoen   | 1850-1900                           |                             | Zuiderzeestraatweg West bij 67 | 52° 24' 49" NB, 5° 49' 8" OL  | 512015 | Meer afbeeldingen            |
| Klarenbeek: voormalig koetshuis                                                                         | Bijgebouwen kastelen enz. | 1841                                |                             | Zuiderzeestraatweg West bij 67 | 52° 25' 1" NB, 5° 49' 5" OL   | 512022 | Meer afbeeldingen            |
| Klarenbeek: twee dienstwoningen                                                                         | Bijgebouwen kastelen enz. | 1919                                | Ahazverus Hendrikus Wegerif | Zuiderzeestraatweg West 65     | 52° 25' 4" NB, 5° 49' 5" OL   | 512023 | Meer afbeeldingen            |
| Klarenbeek: garage/koetshuis                                                                            | Bijgebouwen kastelen enz. | 1919                                | A.H. Wegerif                | Zuiderzeestraatweg West bij 65 | 52° 25' 4" NB, 5° 49' 5" OL   | 512024 | Klarenbeek: garage/koetshuis |
| Klarenbeek: brug ten oosten van huis klarenbeek                                                         | Tuin, park en plantsoen   | 1919                                | A.H. Wegerif                | Zuiderzeestraatweg West bij 67 | 52° 25' 1" NB, 5° 49' 5" OL   | 512025 | Meer afbeeldingen            |
| Klarenbeek: betonnen pijlers inrijhek oostzijde                                                         | Tuin, park en plantsoen   | 1919                                | A.H. Wegerif                | Zuiderzeestraatweg West 67     | 52° 24' 49" NB, 5° 49' 8" OL  | 512026 | Meer afbeeldingen            |
| Boerderij onder rieten wolfdak                                                                          | Boerderij                 | begin 19e eeuw                      |                             | Oude Harderwijkerweg 59        | 52° 25' 47" NB, 5° 50' 19" OL | 14920  | Meer afbeeldingen            |
| Gepleisterde boerderij, onder rieten wolfsdak                                                           | Boerderij                 | 1744 (jaartalankers)                |                             | Oude Hogeweg 16                | 52° 25' 14" NB, 5° 49' 21" OL | 14921  | Meer afbeeldingen            |
| Boerderij onder rieten wolfdak en met in de voorgevel vensters met luiken en 20- en 9- ruitsschuiframen | Boerderij                 | midden 19e eeuw                     |                             | Schiksweg 8                    | 52° 25' 36" NB, 5° 49' 52" OL | 14922  | Meer afbeeldingen            |
| Boerderij van het type hallehuis                                                                        | Boerderij                 | 1875-1900                           |                             | Oude Harderwijkerweg 28        | 52° 25' 34" NB, 5° 50' 5" OL  | 522066 | Meer afbeeldingen            |
| Bijschuur                                                                                               | Boerderij                 | 1910-1930                           |                             | Oude Harderwijkerweg 28        | 52° 25' 34" NB, 5° 50' 5" OL  | 522067 | Meer afbeeldingen            |